# The Fourth Alice
The Fourth Alice fue una banda de metalcore mexicana originada en Toluca, México, conformada por Rodrigo Bernal, Isai Valdés, Mane Sulli, Joch Mullen, Sergyo Og. Esta banda surge a finales del año 2010 tras la muerte de un proyecto llamado Mind in agony. El nuevo proyecto (The Fourth Alice) nace el 25 de diciembre de 2010 con los fundadores y aún actuales miembros: Óscar Daniel, Rodrigo Bernal, Isai Valdés.

## Historia

### Inicios (2010–2012)
El nombre The Fourth Alice surge por la influencia de una canción de un programa de computadora llamado vocaloid, la canción de nombre Alice Human Sacrifice fue quien dio la pauta para escoger el nombre ya que la ideología de la banda es siempre ver las cosas de la mejor forma posible y saber que en todo bueno hay algo malo y en todo malo hay algo bueno, para así tratar de alcanzar la perfección. Tiempo después, el día del primer ensayo la banda grabó su primera composición titulada Shivers, grabada y subida a YouTube. Así fue como comenzó toda la cadena de composiciones sobre este grupo.
Tiempo después la banda sufre un inconveniente con algunos de los integrantes dejando así nuevamente a los 3 integrantes fundadores. Sin nada más que 3 integrantes, la banda toma la iniciativa de comenzar en los eventos con nada más que un programa de baterías virtuales y todas las ganas de dar a conocer su música.Y así fue como transcurrió ese año, con escasos eventos y composiciones. Tiempo después la banda optó por lanzar su primer EP grabado de forma casera titulado “Screaming in my Words” que fue lanzado el 10 de enero de 2012. Fue un EP del cual no se sabe mucho ya que la banda no tenía mucha “audiencia “que lo escuchara el EP sigue actualmente en Internet y fue su trabajo con el cual cerraron un año de malos eventos y malos tratos de otras bandas locales. 
Al paso del tiempo, la banda parece perder interés por parte de los mismos fundadores, porque no había eventos, ensayos y estaban interesados en cosas no relacionadas con la banda. Los fundadores comenzaron a dejar el proyecto por bandas alternas a la misma. (“proyectos más sólidos y más fuertes”) Uno a uno los integrantes dejaron The Fourth Alice por proyectos que prometían cosas mejores ya que la banda había pasado por una serie de malas rachas con personas que varios músicos que en ese entonces pertenecían a The Fourth Alice, varios bateristas pasaron por la banda sin nada más que dejando una sensación de pesadez dentro de la banda así como el desánimo de no querer seguir con el proyecto.

### A Cynical Smile(2013–2014)
Tras ver que los dichosos proyectos no resultaban, los fundadores deciden darle una oportunidad más a The Fourth Alice ya que habiendo dejado el proyecto y regresar con malos eventos y más. Fue así como 4 integrantes en ese entonces Óscar Daniel, Rodrigo Bernal, Isai Valdés, Abner deciden entrar a un estudio para grabar de una forma más “profesional” un EP con un significado un poco más cínico. El 20 de octubre la banda lanza la primera imagen de lo que sería su segundo EP “A Cynical Smile”, es EP que es un tono cínico a todas esas personas que daban por muerto el proyecto. La banda decide darle ese nombre al EP, dando así la pauta para un regreso bastante bueno para la banda. El 14 de mayo de 2013 la banda lanza su segundo EP titulado “A Cynical Smile”, con 5 pistas es como la banda lanza al mundo su material.

### Build With The Parts Of The Soul(2015)
La banda entra a grabaciones en High Hopes Records, tras la salida de Abner, Lex y Óscar, quedando Sergio, Isaí y Rodrigo. contactan a Mane Sulli en batería y a Joch Mullen en guitarra, comenzando la grabación de su álbum titulado provicionalmente como Build With The Parts Of The Sun.
Así mismo la banda comienza a tocar fuera del Estado de México, dando a conocer su música en más zonas.
Para el 2 de noviembre de 2015, la banda publica su segundo video musical del sencillo Leave The Bones Rest, siendo el primer video con la alineación actual.

## Separación (2017)
El 19 de octubre de 2016 Mane, el baterista de la banda, da un comunicado a través de la cuenta de Facebook de The Fourth Alice, en la que decía lo siguiente: "Hola amigos y seguidores muy buenas noches Soy Mane estoy aquí para una mala noticia por razones y decisión de todos Alice llega a su final. Gracias a todos los que confiaron y creyeron en nosotros realmente estamos muy agradecidos por su apoyo y paciencia desafortunadamente este proyecto no puede seguir por razones personales de nosotros. Muchísimas gracias por todo el apoyo! Alice Nos despedimos Con un fuerte abrazo! Y un enorme GRACIAS!"
Palabras textuales de la publicación de Facebook.
El 16 de enero de 2017 se hace oficial la separación de la banda, cuando se sube la última canción de la banda Headache a YouTube, diciendo que ese era el último material de la banda

## Miembros
- Isaí Valdés - voz principal
- Mane Sullivan - batería, coros
- Rodrigo Bernal - guitarra
- Joch Mullen - guitarra
- Sergio OG - teclado

## Discografía

### Sencillos
- «Screaming In My Words», 2014

- «Leave The Bones Rest», 2015
- «Headache», 2017

EPs
- 2012 - Screaming In My Words (EP)
- 2013 - A Cynical Smile

Álbumes de estudio
- 2015 - Built With Parts Of The Soul

## Videoclip
| Fecha | Nombre                | Álbum                 | Director                          |
| ----- | --------------------- | --------------------- | --------------------------------- |
| 2014  | Screaming In My Words | Screaming In My Words | Fezzoj Zombie y Ricardo Contreras |
| 2015  | Leave The Bones Rest  | Leave The Bones Rest  | Axel Rodríguez y Jevan Red        |